# Одышка
Оды́шка (диспно́э) — одна из приспособительных функций организма, которая выражается в изменении частоты, ритма и глубины дыхания, нередко в сопровождении ощущений нехватки воздуха. При заболеваниях сердца одышка появляется при физической нагрузке, а затем и в покое, особенно в горизонтальном положении, вынуждая больных сидеть (ортопно́э). Приступы резкой одышки (чаще ночные) при заболеваниях сердца — проявление сердечной астмы; одышка в этих случаях инспираторная (затруднён вдох). Экспираторная одышка (затруднён выдох) возникает при сужении просвета мелких бронхов и бронхиол (например, при бронхиальной астме) или при потере эластичности лёгочной ткани (например, при хронической эмфиземе лёгких). Мозговая одышка возникает при непосредственном раздражении дыхательного центра (опухоли, кровоизлияния и т. д.).
Помимо этого одышка может быть вызвана отравлениями ядовитыми и наркотическими газами, хладонами, а также нарушениями функций нервной системы при сильном волнении, ярости, истерике, испуге и т. п.

## Классификация
В зависимости от частоты дыхательных движений (ЧДД) различают два вида диспноэ:
1. Тахипноэ — учащенное поверхностное дыхание (свыше 20 ДД в минуту). Наблюдается при анемии, лихорадке, болезнях крови. При истерии ЧДД достигает 60-80 в минуту, такое дыхание называют «дыханием загнанного зверя».
2. Брадипноэ — патологическое урежение дыхания (12 и менее дыхательных движений в минуту). Возникает при поражениях мозга и его оболочек, тяжёлой и долгой гипоксии, при ацидозе, например при сахарном диабете, диабетической коме.

В зависимости от факторов, приведших к возникновению одышки, делится на:
1. Физиологическая — появляется при усиленных физических напряжениях.
2. Патологическая — при болезненных поражениях некоторых систем.

Критерием патологичности одышки является ее возникновение в нормальных ситуациях, при обычной нагрузке, когда ранее она не встречалась, например, при ходьбе/быстрой ходьбе по ровной поверхности.